# Miloš Pavlović (futebolista)
Miloš Pavlović, mais conhecido por Pavlović (Belgrado, 27 de Novembro de 1983) é um futebolista sérvio que actua preferencialmente a médio centro.	
Jogou na Associação Académica de Coimbra, na primeira liga (bwinLiga) portuguesa na época 2007-2008 e início da seguinte.
Em Janeiro de 2009 assinou pelo Vaslui da Roménia.